# Václav Vaca
Václav Vaca (* 1948, Štěkeň, Československo) je český surrealistický umělec působící v Kanadě.

## Životopis
Václav Vaca se narodil v roce 1948 v jihočeské Štěkni v Československu. V letech 1963-1968 studoval na Pražské konzervatoři. Svou uměleckou kariéru zahájil jako baletní tanečník a hudebník.
Se svým souborem vystupoval na ulici v Paříži a zde se rozhodl odejít do Severní Ameriky.
V roce 1969 se přestěhoval do Kanady a stal se malířem.
Žije a pracuje v Torontu. Své práce vystavuje v Kanadě a Spojených státech. V roce 1982 vystupoval v televizním dokumentu na televizi CBC s názvem „Vaclav Vaca – Fantastic Visions“.
Působí také v oblasti interiérového designu.

## Dílo
Jeho malby jsou surrealistické, pestře barevné se snovou tematikou. Častými motivy jeho obrazů jsou andělé, jednorožci, křesťanská symbolika podobná výjevům z obrazů Hieronyma Bosche apod. Některé z jeho maleb, jako např. „Brána do nebe“ a „Pohár“, se dotýkají mystických či náboženských motivů.

## Samostatné výstavy
Od roku 1973 měl Vaca 15 samostatných výstav, z nichž poslední byla v roce 2006.  